# جوان جوردان
جوان جوردان مورينو (بالإسبانية: Joan Jordán Moreno) (مواليد 6 يوليو 1994) هو لاعب كرة قدم إسباني يجيد اللعب في مركز خط الوسط , ويلعب حاليًا لنادي إسبانيول الإسباني.

## روابط خارجية
- جوان جوردان على موقع الاتحاد الأوربي (الإنجليزية)
- جوان جوردان على موقع إي إس بي إن إف سي (الإنجليزية)
- جوان جوردان على موقع قاعدة بيانات كرة القدم.إي يو (الإنجليزية)
- جوان جوردان على موقع Soccerbase.com (لاعب) (الإنجليزية)
- جوان جوردان على موقع Soccerway.com (الإنجليزية)
- جوان جوردان على موقع عالم كرة القدم.نت (الإنجليزية)
- جوان جوردان على موقع AS.com (الإسبانية)
- Joan Jordán